# Sunset Park (parque de Brooklyn)
Sunset Park es un parque público 10 ha en el barrio de Sunset Park, en el borough de Brooklyn en Nueva York (Estados Unidos). Se entre las calles 41 y 44 y las avenidas 5 y 7. Tiene un parque infantil, un centro de recreación y una piscina. El centro de recreación y la piscina comprenden el Sunset Play Center, que fue designado como un hito exterior e interior por la Comisión de Preservación de Monumentos Históricos de la Ciudad de Nueva York. El parque es operado por el Departamento de Parques y Recreación de la Ciudad de Nueva York, también conocido como NYC Parks.
El terreno para el parque fue adquirido entre 1891 y 1905. El parque inicialmente tenía un estanque, un campo de golf, un refugio rústico y un carrusel. Estas características se eliminaron entre 1935 y 1936 cuando Aymar Embury II construyó la actual piscina de estilo neoclásico/art déco durante un proyecto de Works Progress Administration. La piscina y la ludoteca se renovaron entre 1983 y 1984.

## Descripción
Sunset Park está entre la Quinta Avenida al oeste, la Séptima Avenida al este, la Calle 41 al norte y la Calle 44 al sur, sobre un cerro de 50,0 m que forma parte de Harbor Hill Moraine, una morrena terminal formada durante la Glaciación Würm. La ubicación elevada del parque ofrece vistas del puerto de Nueva York, Manhattan, la Estatua de la Libertad y, más distantes, las colinas de Staten Island y el Nueva Jersey. Inicialmente, Sunset Park tenía un estanque dentro de sus límites. Según Sergey Kadinsky, autor del libro Hidden Waters of New York City, el estanque probablemente era artificial ya que no aparecía en ningún mapa antes de la creación del parque. El estanque fue destruido en 1935 con la construcción de la piscina actual. El Sunset Park Memorial Grove fue plantado en 2002 para conmemorar a las víctimas de los ataques del 11 de septiembre.

### Campos de recreo
Sunset Park tiene numerosos campos deportivos. Dentro del centro recreativo del mismo nombre, hay una cancha de baloncesto cubierta, siete mesas de ping-pong, un gimnasio y una mesa de billar. Al aire libre, hay cuatro canchas de baloncesto, dos canchas de balonmano, dos canchas de fútbol y una cancha de béisbol superpuesta a una de las canchas de fútbol. También hay un parque infantil en la Sexta Avenida. Los campos al aire libre son de uso gratuito para el público en general, pero algunas actividades bajo techo requieren una membresía.

### Sunset Play Center

#### Casa de baños

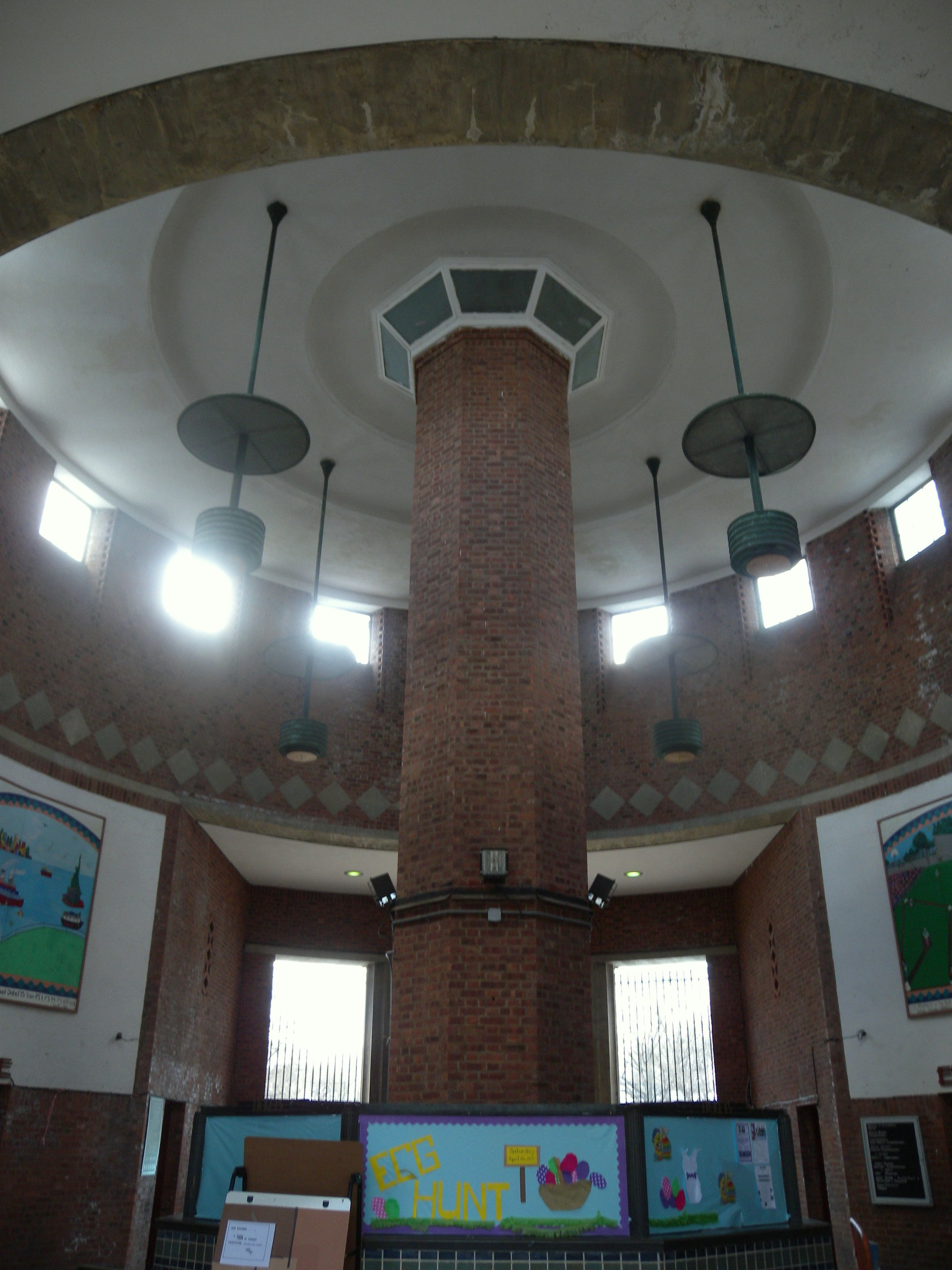
Interior de la casa de baños del Sunset Play Center

La casa de baños del Sunset Play Center está en el lado este de Sunset Park. El edificio tiene una fachada de ladrillo en enlace flamenco, y consta de una rotonda con alas de un piso hacia el norte y el sur, lo que le da una forma de I. A la entrada principal de la casa de baños, la fachada este en la Séptima Avenida, se accede por una escalera corta de granito, aunque también hay una rampa accesible para discapacitados al sur de los escalones. Conduce directamente a la rotonda. Una entrada trasera, desde el oeste, conduce directamente a la piscina. La parte superior de la fachada del edificio está envuelta con un motivo compuesto de chevrones de ladrillo y piedra fundida, engastados en un patrón de rombos y triángulos. El interior de la rotonda tiene un motivo similar a lo largo de la parte superior de la pared.
La rotonda es una estructura cilíndrica de ladrillo. Vista desde su fachada este, se encuentra detrás de dos pilares hechos de ladrillos aglomerados flamencos, cada uno de los cuales tiene un asta de bandera y un panel de azulejos. Las palabras sunset play center están inscritos en una tableta de granito sobre la entrada principal (este), que consta de un conjunto de puertas de metal. La entrada oeste, frente a la piscina, es casi idéntica pero no tiene astas de bandera, y un gran logotipo de NYC Parks colgando sobre las puertas de metal. Losmuros interiores están hechos en su mayor parte de ladrillo aglomerado flamenco con una base de granito. El vestíbulo está dentro de la rotonda y se compone de tres áreas: la que conduce al este a la entrada, el cilindro central y la que conduce al oeste a la piscina. Los vestíbulos tienen un piso de altura, mientras que el cilindro central tiene un piso y medio. El muro exterior curvo está rematado por un dintel de hormigón. Lámparas cuelgan del techo de yeso blanco. En el nivel del triforio, cerca de la parte superior del vestíbulo, hay 16 ventanitas. El suelo es de baldosas de color azul oscuro y terracota y tiene varios desagües.
Las alas norte y sur tienen un diseño casi idéntico, excepto que la norte está en una pendiente descendente y tiene un garaje en el sótano. Cada una de las fachadas orientales tiene siete ventanas de acero con pantallas de metal y alféizares de piedra. Hay cinco ventanas de estilo similar al final de cada ala. Tanto el ala norte como la sur están conectadas a muros de contención de ladrillo que encierran el área de la piscina hacia el oeste. El vestuario de hombres está al sur de la rotonda, mientras que el vestuario de mujeres está al norte.

#### Piscina
Al oeste de la casa de baños, Sunset Park tiene un área de piscina elíptica cerrada que está alineada de norte a sur. La piscina principal es rectangular y mide 78 por 50,3 m, con una profundidad de 1 m. También había dos semicirculares 50,3 m piscinas para chapoteo y buceo, una en cada extremo de la piscina principal, aunque estas ya no están en uso. La cubierta que rodea las tres piscinas está hecha de cemento. La parte oeste de la cubierta tiene gradas de concreto con siete filas, debajo de las cuales se encuentra la casa del filtro. Una pared de ladrillos está detrás de las gradas y está adyacente a las canchas de balonmano al oeste. Una casa de bombas está al norte de las gradas. Una antigua "estación de confort" o baño (que ahora se usa como espacio de almacenamiento) está al sur, con entradas separadas para niños y niñas en la fachada norte, pero han sido tapiadas.
La piscina de clavados estaba al sur de la piscina rectangular principal, pero se ha rellenado para su uso como cancha de voleibol. La piscina para niños, al norte de la piscina principal, todavía existe, pero se ha drenado y se han instalado fuentes de rociado. Ambas piscinas están rodeadas por una valla metálica en su lado curvo, que tienen pilares de ladrillos de liga flamenca. Una pared de ladrillos separa la piscina infantil de la piscina principal. Los escalones corren a lo largo del lado curvo de la piscina para niños y hay una rampa de concreto que conduce al área de la piscina para niños.

## Historia

### Primeros años

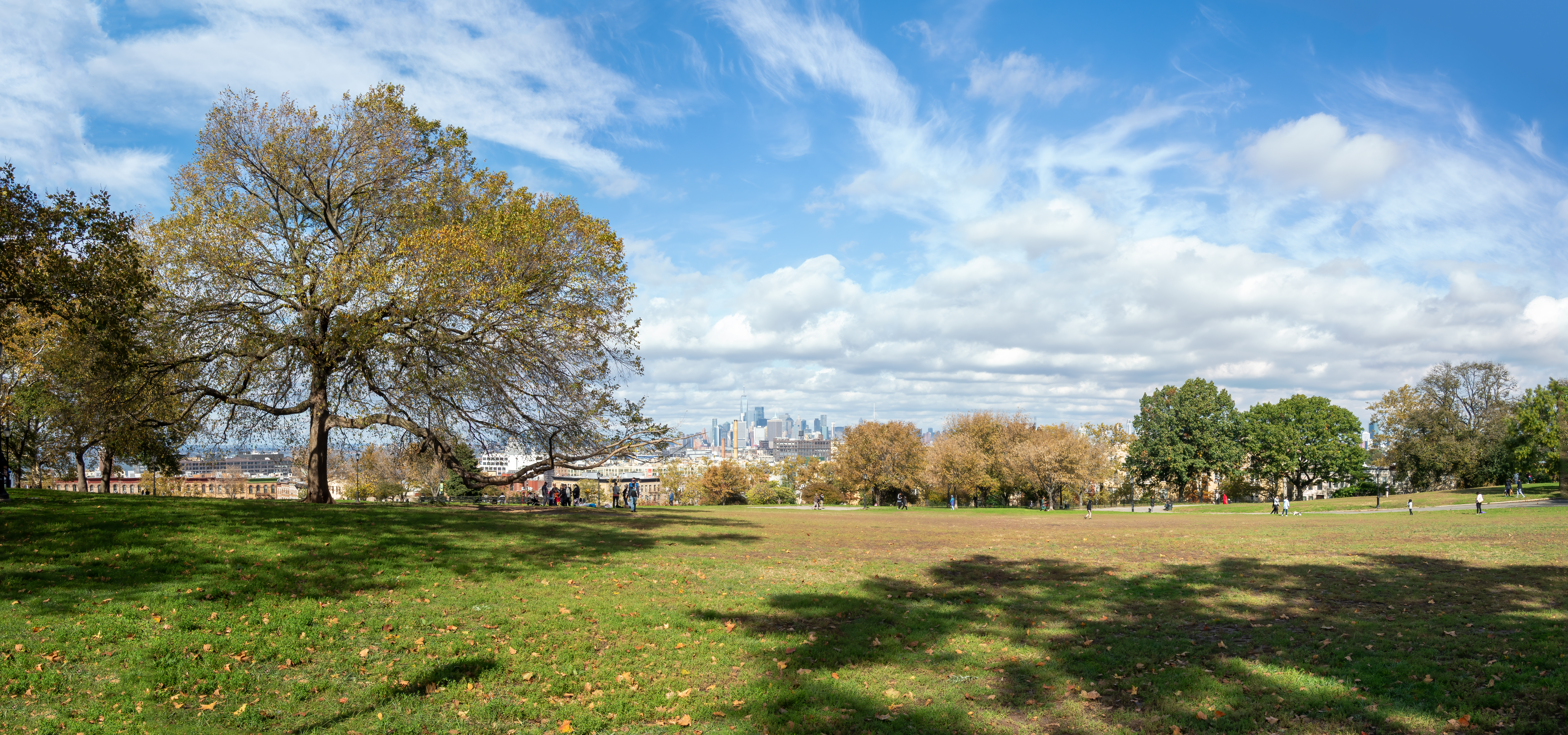
Mirando al noroeste desde Sunset Park, con Manhattan al fondo

Sunset Park originalmente constaba de cuatro bloques de tierra, desde la Quinta a la Séptima Avenida entre las calles 41 y 43. La ciudad de Brooklyn adquirió el terreno el 15 de mayo de 1891, como parte de su plan para construir varios parques en toda la ciudad, incluidos los parques Winthrop, Bedford y Bushwick. El propietario anterior era Patrick H. Flynn, un contratista que, según el Brooklyn Daily Eagle, "vendió al departamento de parques el sitio para el propuesto Sunset Park en el Octavo Distrito sin consultar a los propietarios. Luego se dio la vuelta y compró la propiedad a un precio bajo y se dice que hizo algo bueno con ella". El propio Eagle elogió el sitio por tener "una de las mejores vistas de la ciudad". Un reportero de The New York Times elogió en 1894 las "magníficas vistas de la tierra, el cielo y el agua" que se podían experimentar desde el punto más alto de Sunset Park, a unos 61 m sobre el nivel del mar.
Sunset Park se convirtió en un lugar de reunión popular para los residentes del área (entonces considerada parte de Bay Ridge y South Brooklyn), y sus usuarios iniciales eran en su mayoría inmigrantes polacos y escandinavos que habían llegado en las últimas dos décadas. Sin embargo, el desarrollo del parque fue impedido por su topografía irregular. En 1893, la ciudad de Brooklyn decidió expandir Sunset Park hacia el sur. Un artículo de The New York Times de ese año observó que el parque carecía de comodidades y estaba situado en altos acantilados a los que solo se podía llegar por 18 m escaleras. Además, el artículo decía que mejorar el parque costaría al menos 500 000 dólares. En 1899, la ciudad de Nueva York construyó un campo de golf de seis hoyos en Sunset Park e inició algunas otras mejoras, como la instalación de muros de contención. Aun así, el Brooklyn Daily Eagle observó que el parque aún carecía de servicios básicos como bancas o bebederos. El parque se amplió hacia el sur hasta la calle 44 en 1904. Otras características añadidas en la primera década del siglo XX incluyeron un nuevo paisajismo, un estanque, un refugio rústico neoclásico y un carrusel. Los conciertos comenzaron a realizarse en 1906 y en 1910 se completó una gran escalera a la Quinta Avenida
El vecindario circundante, al sur del cementerio Green-Wood y al este de la Cuarta Avenida, estaba casi sin desarrollar en ese momento. Después de que la línea elevada de la Quinta Avenida se extendiera hacia el sur desde la calle 36 hasta la calle 65 el 1 de octubre de 1893, el desarrollo llegó rápidamente. La construcción residencial floreció a fines del siglo XIX y principios del XX en medio de la especulación inmobiliaria iniciada por la construcción del parque y la línea elevada de la Quinta Avenida y, en 1909, hubo un desarrollo significativo en los alrededores del parque. Con la noticia de que la Línea de la Cuarta Avenida del Metro de Nueva York se construiría en el área, se construyeron casas de dos pisos en el lado sur de Sunset Park. Las casas de dos pisos eran las viviendas más comunes en esta parte del sur de Brooklyn en ese momento; el Brooklyn Daily Eagle dijo que las casas de dos familias eran "particularmente atractivas para las personas que desean apartamentos comparativamente pequeños, pero que se oponen a vivir en pisos, y atraen a esta clase debido a que son más tranquilas y posiblemente más exclusivas". El metro de la Cuarta Avenida se abrió a la calle 59 en 1915, estimulando aún más el crecimiento del vecindario circundante como un área de clase media de poca altura, y en particular el enclave finlandés directamente al sur del parque.

### Renovación de Works Progress Administration

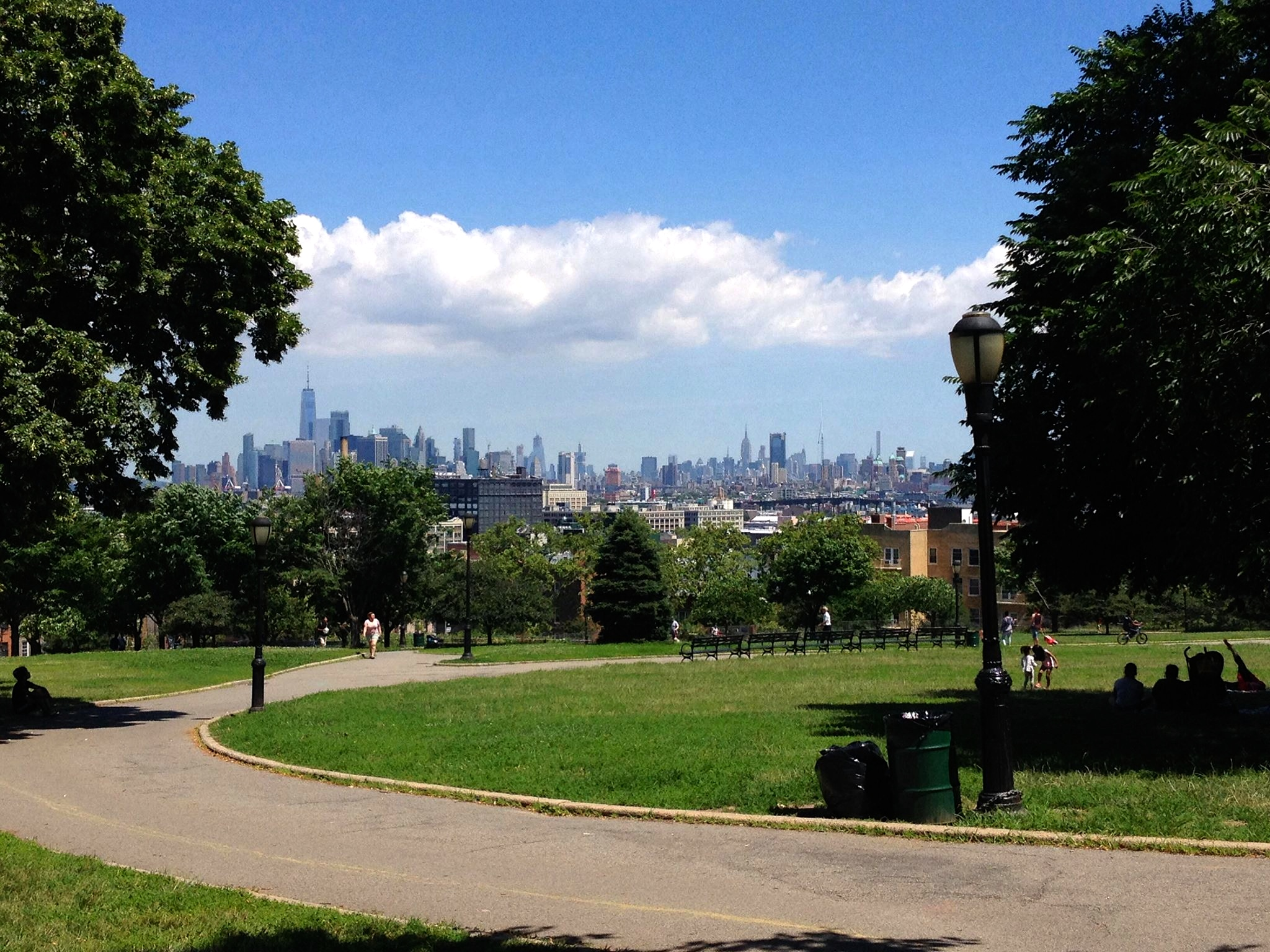
Vista norte hacia Manhattan

En 1934, el alcalde Fiorello H. La Guardia nominó a Robert Moses para convertirse en comisionado de un Departamento unificado de Parques y Recreación de la Ciudad de Nueva York. En ese momento, Estados Unidos estaba experimentando la Gran Depresión ; inmediatamente después de que La Guardia ganara las elecciones de 1933, Moses comenzó a escribir "un plan para poner a trabajar a 80 000 hombres en 1700 proyectos de ayuda". Cuando asumió el cargo, varios cientos de proyectos de este tipo estaban en marcha en toda la ciudad.
Moses estaba especialmente interesado en crear nuevas piscinas y otras instalaciones para bañarse, como las de Jacob Riis Park, Jones Beach y Orchard Beach. Ideó una lista de 23 piscinas alrededor de la ciudad, incluida una en Sunset Park. Las piscinas se construirían con fondos de Works Progress Administration (WPA), una agencia federal creada como parte del New Deal para combatir los efectos negativos de la Depresión. Once de estas piscinas debían diseñarse al mismo tiempo y abrirse en 1936. Moses, junto con los arquitectos Aymar Embury II y Gilmore David Clarke, crearon un diseño común para cada uno de los 11 centros acuáticos propuestos. Cada ubicación debía tener piscinas distintas para bucear, nadar y vadear; gradas y áreas de visualización; y baños con vestuarios que podrían usarse como gimnasios. Las piscinas debían tener varias características comunes, como un mínimo 50 m longitud, iluminación subacuática, calefacción, filtración y materiales de construcción de bajo costo. Para cumplir con el requisito de materiales baratos, cada edificio se construiría utilizando elementos de los estilos arquitectónicos Streamline Moderne y Classical. Los edificios también estarían cerca de "estaciones de confort", parques infantiles adicionales y paisajes arreglados.
La construcción de algunas de las 11 piscinas comenzó en octubre de 1934. Se quitaron el estanque, el campo de golf, el refugio rústico y el carrusel para dar paso a la nueva piscina en Sunset Park, que estaría en el lado este del parque. Los planos de la piscina de Sunset Park se enviaron al Departamento de Edificios de la ciudad de Nueva York en agosto de 1935, momento en el que los trabajadores de la WPA ya estaban trabajando en el sitio. Durante la construcción, se encontraron varios artefactos nativos americanos en el sitio del antiguo estanque. A mediados de 1936, diez de los once grupos financiados por la WPA se completaron y se abrieron a un ritmo de uno por semana. Sunset Pool fue la sexta de estas piscinas en abrir. La piscina se inauguró el 20 de julio de 1936, con una multitud de 3.500 espectadores. El centro, el primero de cuatro piscinas WPA planificadas en Brooklyn, estaba compuesto por una casa de baños de un piso con una capacidad de 4850 personas; una piscina de 78,0 por 50,3 m; y dos semicirculares de 50,3 m para chapoteo y buceo.
En 1938, la ciudad anunció que también reconstruiría la sección occidental de Sunset Park. Al año siguiente, estaba en marcha un proyecto WPA para la parte occidental del parque. Una pendiente empinada 20 m la pendiente se redujo a 12 m para disminuir la erosión, y se reubicó un monumento a los soldados. Además, se colocaron nuevos caminos de bloques de hormigón y drenaje y se destruyó una antigua estación de confort. Los planes para modificaciones menores al Sunset Play Center se presentaron en septiembre de 1940. A principios de la década de 1940, los trabajadores de WPA habían terminado el diseño del paisaje del sitio, incluidas las nuevas plantaciones, la restauración del césped y otras rehabilitaciones.

### Años recientes
En la década de 1970, Sunset Park y otros parques de la ciudad estaban en malas condiciones después de la crisis fiscal de la ciudad de Nueva York de 1975. NYC Parks inició un proyecto para restaurar las piscinas en varios parques en 1977, incluido Sunset Park, para cuya restauración la agencia reservó un estimado de 5,8 millones de dólares (unos 19 800 000 dólares en 2020). Estos proyectos no se llevaron a cabo por falta de dinero. Para marzo de 1981, NYC Parks tenía solo 2900 empleados en su plantilla total, menos del 10 por ciento de los 30 000 presentes cuando Moses era comisionado de parques. A pesar de la revitalización del vecindario circundante, en parte debido a los esfuerzos de los inmigrantes asiáticos y latinoamericanos que se mudaron al área, el parque todavía se percibía como deteriorado, y el graffiti y el vandalismo eran comunes.
En 1982, el presupuesto de NYC Parks aumentó considerablemente, lo que permitió a la agencia llevar a cabo proyectos de restauración por un valor de 76 millones de dólares para fin de año; entre estos proyectos estaba la restauración de la piscina de Sunset Park. El trabajo había comenzado a principios de 1983 y el complejo estuvo cerrado durante dos temporadas de verano mientras el trabajo estaba en curso. La ludoteca reabrió sus puertas el 8 de agosto de 1984. Además de la ludoteca renovada, se rellenó la piscina de clavados para la construcción de una cancha de voleibol; en 1988 se instalaron fuentes de rociado en el sitio anterior de la piscina para niños; y se instalaron murales en los vestuarios.
NYC Parks continuó enfrentando déficits financieros en los próximos años, y las piscinas conservaron una reputación de alta criminalidad. Para el verano de 1991, el alcalde David Dinkins había planeado cerrar las 32 piscinas al aire libre de la ciudad, una decisión que solo se revirtió después de una donación de 2 millones de dólares del desarrollador inmobiliario Sol Goldman y 1,8 millones de dólares de otras fuentes. Además, en la década de 1990, una práctica llamada "remolino" se volvió común en las piscinas de la ciudad de Nueva York, como Sunset Park, donde los adolescentes acariciaban inapropiadamente a las mujeres. Para el cambio de siglo, los delitos como las agresiones sexuales habían disminuido en los parques de toda la ciudad debido al aumento de la seguridad.
En 2007, el interior y el exterior del Sunset Play Center fueron designados como monumentos oficiales de la ciudad por la Comisión de Preservación de Monumentos Históricos de la Ciudad de Nueva York. La comisión había considerado previamente el grupo para el estado de hito en 1990, junto con los otros diez grupos WPA en la ciudad. En 2017 se completó una reconstrucción del patio de recreo El mismo año, se aprobó una renovación de 4 millones de dólares del Sunset Park Play Center.